# Коста-Каліда

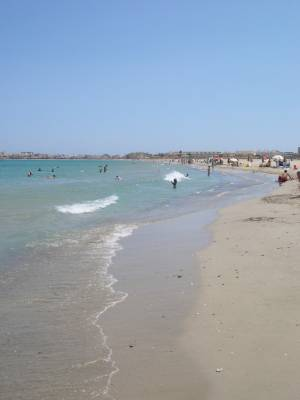
Пляж на косі Ла-Манга

Коста-Каліда (ісп. Costa Cálida — «спекотний берег») — узбережжя Середземного моря в Мурсії, між кордонами з автономними співтовариствами Валенсія і Андалусія. Довжина — близько 250 км.
Коста-Каліда розташована далеко від холодних течій Середземного моря, а гори Кордильєра-Суббетіка захищають від більш прохолодної погоди взимку. З цієї причини середньорічна температура води і повітря вище, ніж на більшості інших узбережжях Іспанії. Крім того, опадів випадає не більше 340 мм на рік, більшість — у холодний час. 320 сонячних днів на рік.
Сприятливі для морського відпочинку кліматичні умови роблять Мурсію одним з центрів туризму в Іспанії.
Північна частина Коста-Каліда займає піщана коса, що розділяє Середземне море і найбільшу лагуну Європи Мар-Менор. Тут розташований Ла-Манга-дель-Мар-Менор — один з найпрестижніших курортів Коста-Калид, який має унікальний мікроклімат.